# A House in Jerusalem
A House in Jerusalem è un film documentario del 1998 diretto da Amos Gitai.
È la seconda parte di una trilogia sulle vicende di una casa di Gerusalemme Ovest. Gli altri due documentari sono House del 1980 e News from Home/News from House del 2006.
Amos Gitai continua a seguire i passaggi di proprietà della casa appartenuta alla famiglia araba dei Dejani, residente a Gerusalemme sin da 700 - 800 anni or sono. Dopo aver accompagnato, nel primo documentario della trilogia, l'antico proprietario a rivisitare l'abitazione da cui era dovuto fuggire nel 1948, in seguito ai disordini di Dir Yassin, in questo A House in Jerusalem estende la sua indagine ai mutamenti architettonici avvenuti nel quartiere della Mochova, a Gerusalemme Ovest, e in particolare nella via Dor Dor Vedorshaw (citazione biblica il cui significato è: "Ogni generazione ha i suoi maestri"), a seguito dei vari flussi migratori.

## Trama
Molte abitazioni del quartiere Mochova, edificate nella seconda metà del XIX secolo da coloni templari di origine tedesca, erano state acquisite da abbienti famiglie arabe del ceto commerciale. Si trattava di dimore relativamente lussuose, unifamiliari, con ampi giardini. Dopo gli avvenimenti del 1948 e la fuga della popolazione di origine araba, erano state suddivise in unità molto più ristrette, spesso con bagno e cucina in comune, ed assegnate ad immigrati ebrei. Ora, in gran parte ristrutturate con capitali di origine anglo-sassone, si stanno trasformando in eleganti dimore per la borghesia israeliana.
Senza poter neppure entrare nelle case che furono loro, i discendenti della famiglia Dejani descrivono la difficile situazione della comunità araba di Gerusalemme Est, dopo dieci anni di Intifada, privata di una cittadinanza, sia essa giordana, israeliana o palestinese e minacciata nella sua identità linguistica.

## Voci collaterali
- Filmografia sulla Palestina